# Flensburger Brauerei

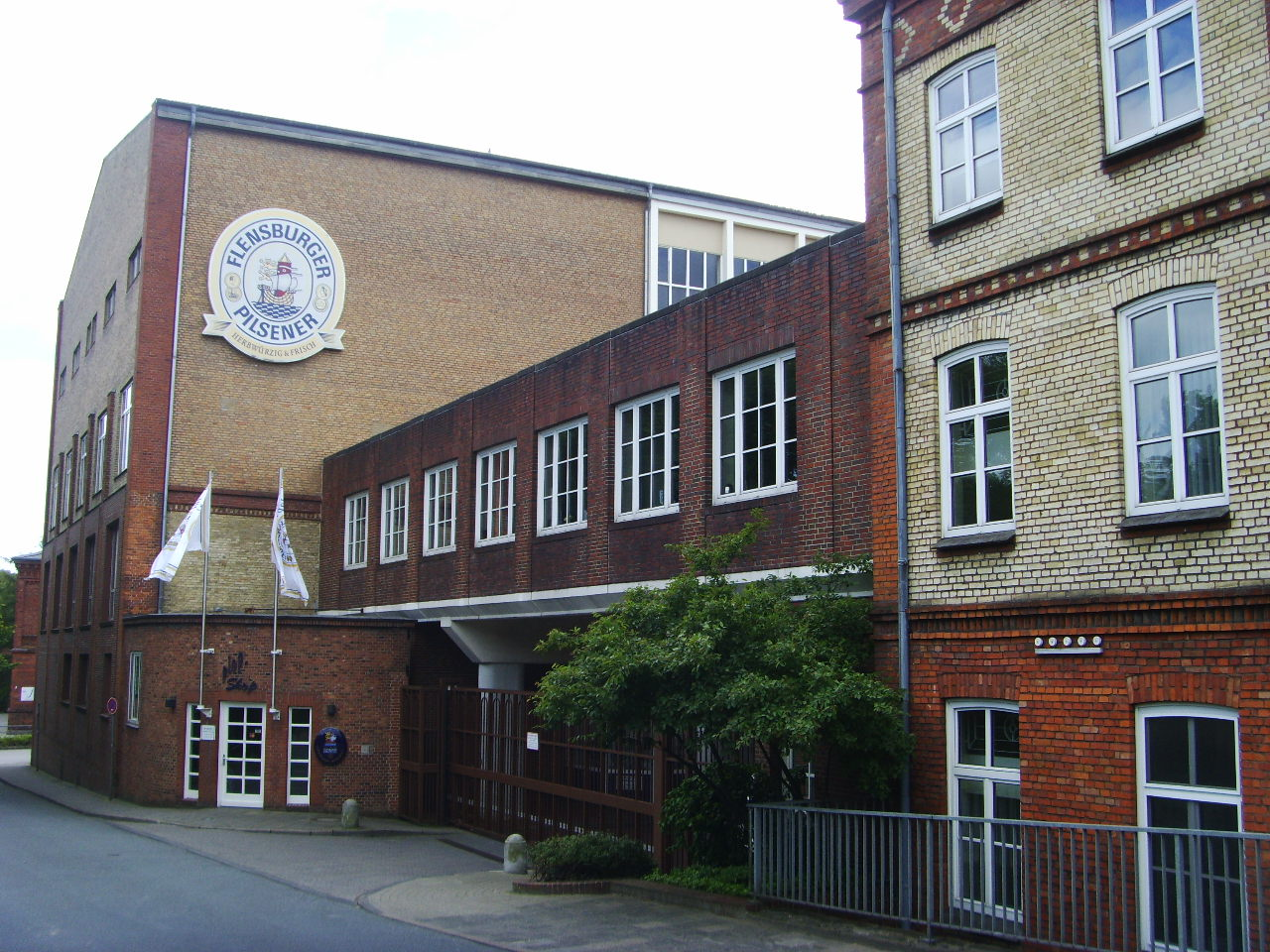
Flensburger Brauerei, ligger på adressen Munketoft 12 i Flensburg, mellan järnvägsstationen och den södra delen av centrum.

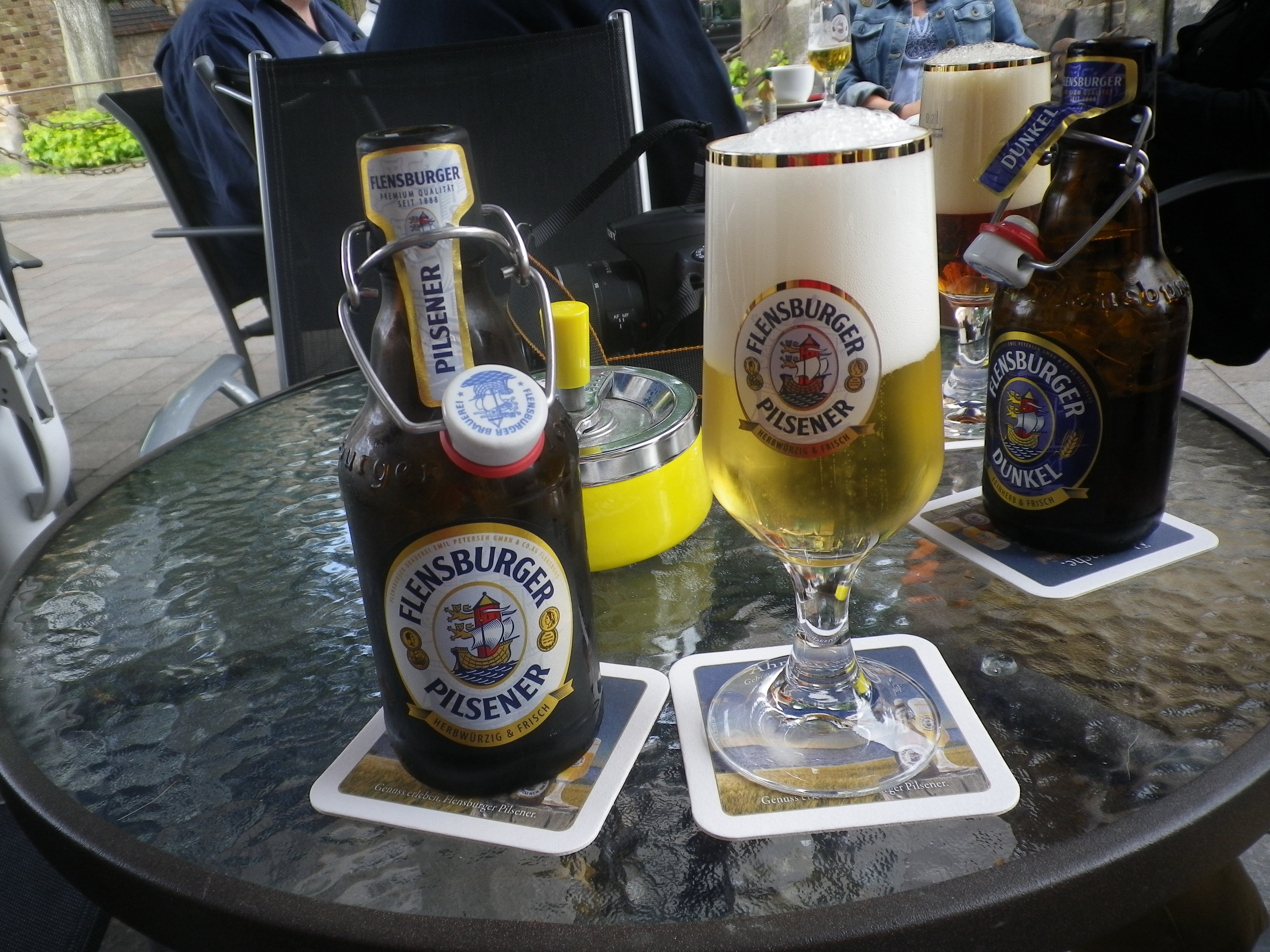
Flensburgs öl.

Flensburger Brauerei (da: Flensborg Bryggeri) är ett privatägt bryggeri i Flensburg  som inte tillhör en större bryggerikoncern. Bryggeriets slogan är Das flenst (da: Det flenser).
Under den tid andra bryggerier av ekonomiska skäl gick över till flaskor med kapsyler, valde bryggeriet i Flensburg medvetet att behålla flaskorna med patentpropp. Detta visade sig vara en god strategi, eftersom patentproppen med tiden fick ett stort reklamvärde för Flensburger Brauerei. Ljudet, som uppstår, när en patentflaska öppnas (Plop), kom med tiden att associeras med öl från Flenburg. Som följd härav kom plop-ljudet att ingå i bryggeriets marknadsföring. De senaste 20 åren har sortimentet utvidgas med en ett stort antal nya ölvarianter. Bland dessa finns också Bölkstoff, som är den populära nordtyska seriefiguren Werners beteckning för öl. Vattnet till Flensburger Brauerei hämtas från en cirka 240 meter djup underjordisk vattenreservoar, som uppkom vid den senaste istiden i Norden.

## Historik
Bryggeriet etablerades den 6 september 1888. På den tiden fanns det cirka 20 små bryggerier i Flensburg. År 1919 gick bryggeriet samman med ett annat stort flensborgskt ölbryggeri. År 1959 blev det lilla bryggeriet Clausen Fuglsang från Husum uppköpt. Efter en storbrand 1961 blev produktionsbyggnaden återuppbyggd. Sedan 2001 produceras ölet efter nya miljövänliga metoder. Omsättningen för bryggeriet är 52 miljoner Euro (2004) och man har ca 160 anställda. År 2013 bryggde man mer än 500 000 hektoliter öl, uppdelat på 14 produkter. Bryggeriet ägs ännu idag av de två familjer Petersen och Dethleffsen, som grundade det i slutet av 1800-talet.

## Ölmärken
Den klassiska Flensburger Pilsener är bryggeriets äldsta ölsort från sent 1800-tal. Sedan dess har flera varianter tillkommit.
- Flensburger Pilsener pilsner (4,8 % vol.)
- Flensburger Bierbrand destillerat bocköl (38  % vol.)
- Flensburger Biermix öl med juice (2,4 % vol.)
- Flensburger Dunkel mörkt öl (4,8 % vol.)
- Flensburger Frei alkoholfritt öl
- Flensburger Gold klart lageröl (4,8 % vol.)
- Flensburger Kellerbier naturligt oklart biologiskt lageröl
- Flensburger Malz alkoholfritt maltöl
- Flensburger Radler öl med läsk
- Flensburger Weizen veteöl (5,1 % vol.)
- Flensburger Wasser mineralvatten
- Flensburger Winterbock underjäst starkt lageröl (bock) (7,0 % vol.)

### Andra märken
- Bölkstoff underjäst lageröl
- Unser Norden (4,8 % Vol.), Alster (Blanddryck, 2,5 % Vol.) och alkoholfritt.
- Popp-Bier – erotisk öl. Marknadsförs genom Beate Uhse AG och i Beate-Uhse-Sexshops, samt på stormarknader.

## Marknadsföring
Patentflaskan och den lite skeva nordtyska humorn, som har växt fram de senaste 20-30 åren, skapar fundamentet för det mesta av bryggeriets marknadsföring. Bryggeriet har genom de senaste åren först och främst satsat på marknadsföring via TV och radio samt reklamvisning i samband med biografilmer i Schleswig-Holstein. Plop-ljudet är känneteckande för Flensburger Brauerei och även bryggeriets marknadsandel bara ligger på 1 % av den samlade tyska marknaden, känner de flesta tyskar märket Flensburger. De sista åren har reklamfilmerna från Flensburger Brauerei vunnit åtskilliga priser för de humoristiska, kreativa och medryckande reklamsnuttarna. Den senaste reklamproduktionen kom 2009 och har ändrat en smula på bryggeriets image.